# Federazione calcistica del Belgio
La Reale Unione Calcistica Belga (in francese Union Royale Belge des Sociétés de Football Association, in olandese Koninklijke Belgische Voetbalbond, acronimo URBSFA-KBVB), anche nota in inglese come Royal Belgian Football Association (RBFA), è la federazione belga di calcio, fondata nel 1895, dal barone Edouard de Laveleye, con sede a Bruxelles.
Contraddistinta dai colori nazionali rosso, giallo e nero, sovrintende dal 1895 al campionato belga di calcio, alla Coppa del Belgio e alla gestione di tutte le selezioni calcistiche nazionali.

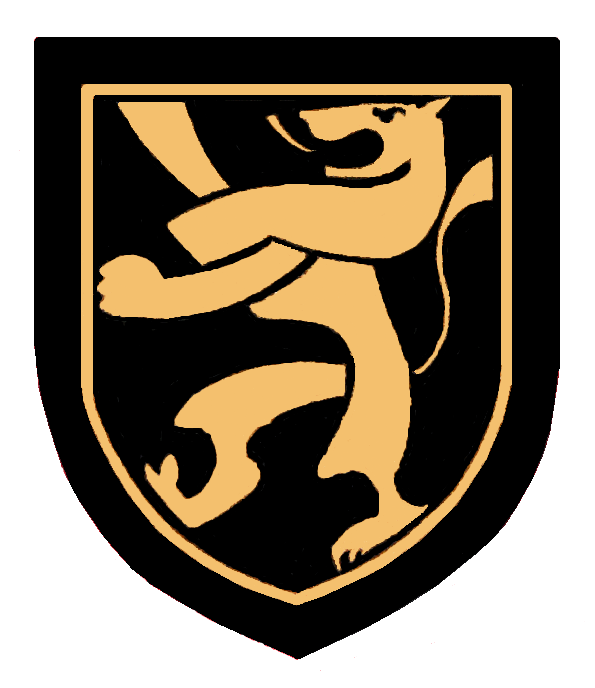
Stemma federale in uso fino al 1980
Logo istituzionale in uso (con poche varianti) dal 1970 al 2019